# Republika (loď, 1964)
Republika II byla obchodní loď postavená v polské loděnici ve Štětíně v roce 1964, kterou převzala společnost Československá námořní plavba. Loď sloužila pod československou státní vlajkou devět let, pak byla prodána Švédům a změnila i jméno.

## Krátce z historie
Loď postavila polská loděnice A. Warského ve Štětíně roku 1964. Nástavba i motor byly umístěny na zádi. Pohon zajišťoval švýcarský motor značky Sulzer, vyrobený v licenci v Polsku. Spotřebu měl 22,5 tuny paliva denně. Dodatečně byla loď doplněna vlastními jeřáby. Její úložné, nákladní prostory umožnily převážet jak kusové zásilky, tak sypký náklad.
Loď podnikla v roce 1966 plavbu po řece Sv. Vavřince a Velkých jezerech až do Fort Williamu, aby zde naložila ječmen pro skotský Glasgow.
Plavila se i na Kubu, Dálný východ, do Iráku. Pro Československo absolvovala 58 plaveb.
V roce 1973 ji od podniku Československá námořní plavba odkoupila švédská firma pro liberijskou firmu Euro Trading, byla přejmenována na Cape Blanc a používala se dál. Provoz i prodej byly ziskové. Sešrotována byla v roce 1985.